# Berzava
A Berzava (románul Bârzava, szerbül Брзава / Brzava, németül: Bersau) folyó Románia és Szerbia területén.
A Krassó-Szörényi-érchegységben ered, Stájerlakaninától 10 km-re északkeletre a Déli-Kárpátokban. A Temes bal oldali mellékfolyója. Valaha Bókánál ömlött a Temesbe, de a csatornázásoknak köszönhetően megváltozott a torkolata. Vízgyűjtő területe 1190 km².
Neve szláv eredetű, jelentése: gyors.

## Folyása

### Szerbia
Vajdaságban az első település, amely mellett folyik, Torontálújfalu (Markovićevo), majd Kanak, utána pedig Kismargitánál egyesül a Duna–Tisza–Duna-csatornarendszerrel, s a Temesbe ömlik Bótostól pár km-re délre.

## Települések a folyó mentén
- Romániában: Ferencfalva (Văliug), Resicabánya (Reșița), Boksánbánya (Bocșa), Zsidovin (Berzovia), Gátalja (Gătaia), Denta (Denta).
- Szerbiában: Torontálújfalu (Markovićevo), Kanak (Konak), Kismargita (Banatska Dubica), Árkod (Jarkovac).

## Mellékvizek
Jelentősebb mellékvizei (zárójelben a torkolattól mért távolság):
- Lișcovu Mare River
- Cireșna River
- Gârliște River
- Moravița River
- Bolnovăț River
- Fizeș River
- Grindieș River
- Berzovița River
- Țerova River
- Bârzăvița River
- Alibeg River
- Birdanca River
- Boruga River
- Breazova River
- Ciopa River
- Crivaia Mare River
- Doman River
- Gorova River
- Gozna River
- Groposu River
- Izvoru Molidului River
- Pârâul Băilor Mari
- Râul Alb
- Secu River
- Smida River
- Valea Mare River
- Valea Stânca River
- Văliug River
- Izvoru Rău River
- Moscădin River
- Pietrosu River
- Ranchinu River
- Vornic River